# گروه هیوندای موتور
گروه هیوندای موتور (به کره‌ای: 현대자동차그룹) شرکت خوشه‌ای چندملیتی کره‌ای است، که در زمینه خودروسازی، خدمات مهندسی، فولادسازی، استخراج معادن، ترابری ریلی و ارائه خدمات بیمه و لجستیک فعالیت می‌نماید.
گروه هیوندای موتور در سال ۱۹۹۸ پس از خریداری ۵۱٪ درصد از سهام شرکت خودروسازی کیا موتورز، توسط هیوندای موتور، راه‌اندازی شد و اکنون پس از شرکت تویوتا، دومین خودروساز بزرگ آسیا است.
گروه هیوندای موتور در سال ۲۰۱۱ پس از شرکت‌های جنرال موتورز، گروه فولکس‌واگن و تویوتا به‌عنوان چهارمین خودروساز بزرگ جهان، شناخته شد.
ستاد مرکزی این کورپوریشن در شهر سئول، کره جنوبی قرار دارد و اکنون پس از سامسونگ و ال‌جی، به‌عنوان سومین شرکت خوشه‌ای کره جنوبی محسوب می‌شود. چانگ مونگ-کو فرزند بنیان‌گذار هیوندای؛ چانگ جو-یانگ، هم‌اکنون مدیرعامل و رئیس هیئت مدیره گروه هیوندای موتور است.
پس از مرگ چانگ جو-یانگ بنیان‌گذار این کورپوریشن، هیوندای به دو هلدینگ تجزیه شد؛ بنابراین بخش ماشین‌آلات صنعتی، تجهیزات سنگین و کشتی‌سازی آن که بزرگترین کشتی‌ساز جهان نیز است زیرمجموعه صنایع سنگین هیوندای مستقل شد و مابقی صنایع به گروه هیوندای موتور کنونی تبدیل شد.

## هیوندای گلاویس
هیوندای گلاویس، (به انگلیسی: Hyundai Glovis) شرکت لجستیک کره‌ای است، که به‌عنوان زیرمجموعه‌ای از شرکت هیوندای موتور گروپ فعالیت می‌نماید.
شرکت هیوندای گلاویس در سال ۲۰۰۱ تحت نام هنکوک لاجیتک، راه‌اندازی شد و در سال ۲۰۰۳ توسط چانگ مونگ-کو؛ بنیان‌گذار هیوندای موتور، خریداری شد، که در پی آن نام شرکت به فرم کنونی تغییر پیدا کرد.
دفتر مرکزی شرکت هیوندای گلاویس در شهر سئول قرار دارد و سهام آن در بازار بورس کره معامله می‌شود.

## هیوندای روتم
هیوندای روتم، (به انگلیسی: Hyundai Rotem) شرکت تولید خودروهای ریلی و صنایع دفاعی کره‌ای است، که در زمینه تولید خط‌نورد، واگن، سامانه‌های دفاعی و تانک‌های نظامی فعالیت می‌نماید.
شرکت هیوندای روتم در سال ۱۹۹۹ در پی ادغام بخش‌های تولید خط‌نورد شرکت‌های صنایع سنگین هیوندای، هیوندای موبیس، صنایع سنگین دوو و صنایع سنگین هانجین با شرکت کوروس (تأسیس: ۱۹۷۰)، راه‌اندازی شد.
دفتر مرکزی این شرکت در شهر سئول، کره جنوبی قرار دارد و هم‌اکنون به عنوان شرکت تابعه‌ای از هیوندای موتور گروپ فعالیت می‌کند.

## هیوندای مارین
هیوندای مارین، شرکت بیمه کره‌ای است، که به‌عنوان زیرمجموعه‌ای از شرکت هیوندای موتور گروپ، در زمینه ارائه خدمات بیمه خودرو، بیمه هواپیما، بیمه اموال و بیمه‌های عمومی فعالیت می‌نماید.
شرکت هیوندای مارین در سال ۱۹۵۵ راه‌اندازی شد و اکنون دارای عملیات در کشورهای ایالات متحده آمریکا، ژاپن، کره جنوبی و جمهوری خلق چین می‌باشد. دفتر مرکزی این شرکت در شهر سئول، کره جنوبی قرار دارد و سهام آن در بازارهای بورس کره و بورس لندن معامله می‌شود.

## هیوندای موبیس
هیوندای موبیس، شرکت خودروسازی کره‌ای است، که در زمینه تولید و عرضه انواع خدمات، قطعات و تجهیزات خودرو، برای دو شرکت هیوندای موتور و کیا موتورز فعالیت می‌نماید. شرکت هیوندای موبیس در سال ۱۹۷۷ تأسیس شد. دفتر مرکزی این شرکت در شهر سئول، کره جنوبی قرار دارد و سهام آن در بازار بورس کره معامله می‌شود.

## هیوندای استیل
هیوندای استیل، شرکت فولاد کره‌ای است، که در سال ۱۹۵۳ توسط چانگ جو-یانگ (مؤسس گروه هیوندای) راه‌اندازی شد. هم‌اکنون قدیمی‌ترین شرکت فولاد کره جنوبی به‌شمار می‌آید.
شرکت هیوندای استیل اکنون دارای ۴ کارخانه فولادسازی می‌باشد، که ۳ کارخانه در کره جنوبی و در شهرهای اینچئون، دانگ‌جین و پوهانگ قرار دارند و یک کارخانه فولادسازی آن نیز در چانگدو، چین مستقر می‌باشد. دفاتر مرکزی این شرکت در شهرهای سئول و اینچئون، کره جنوبی قرار گرفته‌اند و سهام آن نیز در بازار بورس کره دادوستد می‌شود.

## مهندسی و ساخت‌وساز هیوندای
مهندسی و ساخت‌وساز هیوندای، بزرگترین شرکت ساخت‌وساز کره‌ای است، که دارای پروژه‌های عظیم ساختمانی و زیرساختی در سراسر جهان می‌باشد.
شرکت مهندسی و ساخت‌وساز هیوندای در سال ۱۹۴۷ توسط چانگ جو-یانگ راه‌اندازی شد و در واقع هسته اصلی به وجود آورنده گروه شرکت‌های هیوندای است، که امروزه در صنایع گوناگون فعالیت می‌کنند.
این شرکت نخستین قرارداد بین‌المللی خود را در سال ۱۹۷۵ با نیروی دریایی ارتش ایران و با هدف ساخت کارخانه کشتی‌سازی در شهر بندرعباس منعقد کرد، که در پی امضای این قرارداد، تعداد ۲۵ هزار کارگر کره‌ای به ایران انتقال یافتند.
دفتر مرکزی این شرکت در شهر سئول، کره جنوبی قرار دارد و سهام آن در بازار بورس کره معامله می‌شود. لی میونگ باک رئیس‌جمهور کره جنوبی پیش از ریاست جمهوری، به عنوان مدیرعامل این شرکت، فعالیت می‌کرد.

## هیوندای موتور
هیوندای موتور، (هانگول: 현대 자동차 주식회사 و هانجا: 現代自動車株式會社) شرکت خودروسازی کره‌ای چندملیتی است، که در سال ۱۹۶۷ توسط چانگ جو-یانگ (بنیانگذار گروه شرکت‌های هیوندای) تأسیس شد.
هیوندای موتور به همراه کیا موتورز، از زیرمجموعه‌های گروه هیوندای موتور به‌شمار می‌آیند. دفتر مرکزی این شرکت در شهر سئول قرار دارد. شرکت هیوندای موتور (بدون کیا) در سال ۲۰۰۸ در رتبه هشتم، از بزرگترین شرکت‌های خودروسازی جهان قرار داشت. این شرکت در سال ۲۰۱۲ بیش از ۴٫۴ میلیون خودرو، در کشورهای مختلف به‌فروش رساند. بخشی از سهام شرکت هیوندای موتور در بازارهای بورس کره، بورس نزدک و بورس لندن مبادله می‌شود.
این شرکت مالک بزرگترین کارخانه یکپارچه تولید خودرو در جهان می‌باشد، که در شهر اولسان قرار دارد و سالیانه بالغ بر ۱٫۶ میلیون خودرو، تولید می‌کند. امروزه شرکت هیوندای محصولات خود را از طریق ۶٫۰۰۰ مرکز فروش و نمایندگی رسمی، که در ۱۹۳ کشور جهان مستقر می‌باشند، عرضه می‌دارد.

### تاریخچه

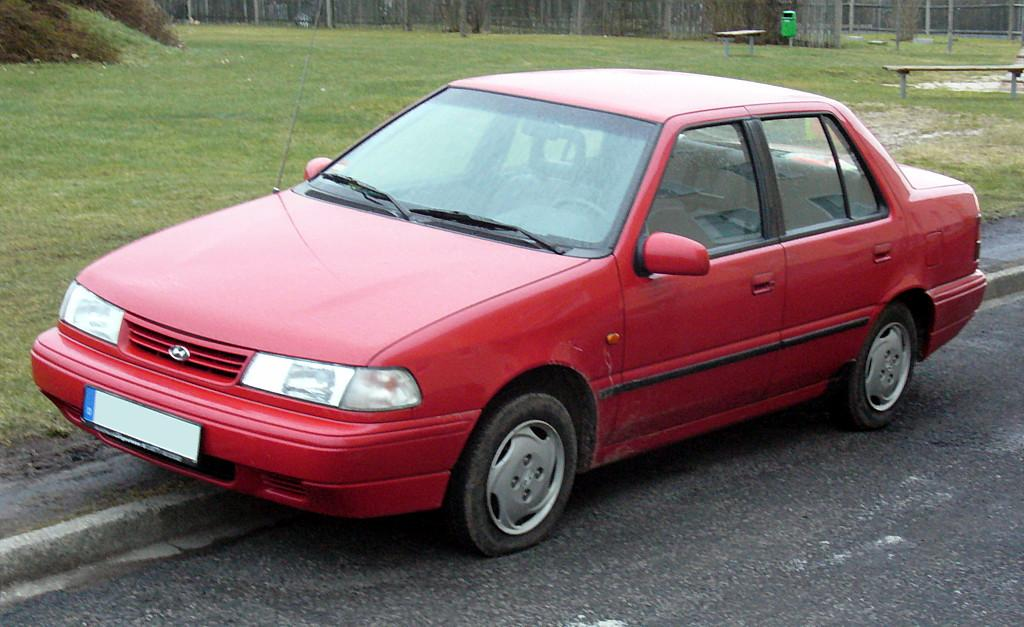
هیوندایی پونی

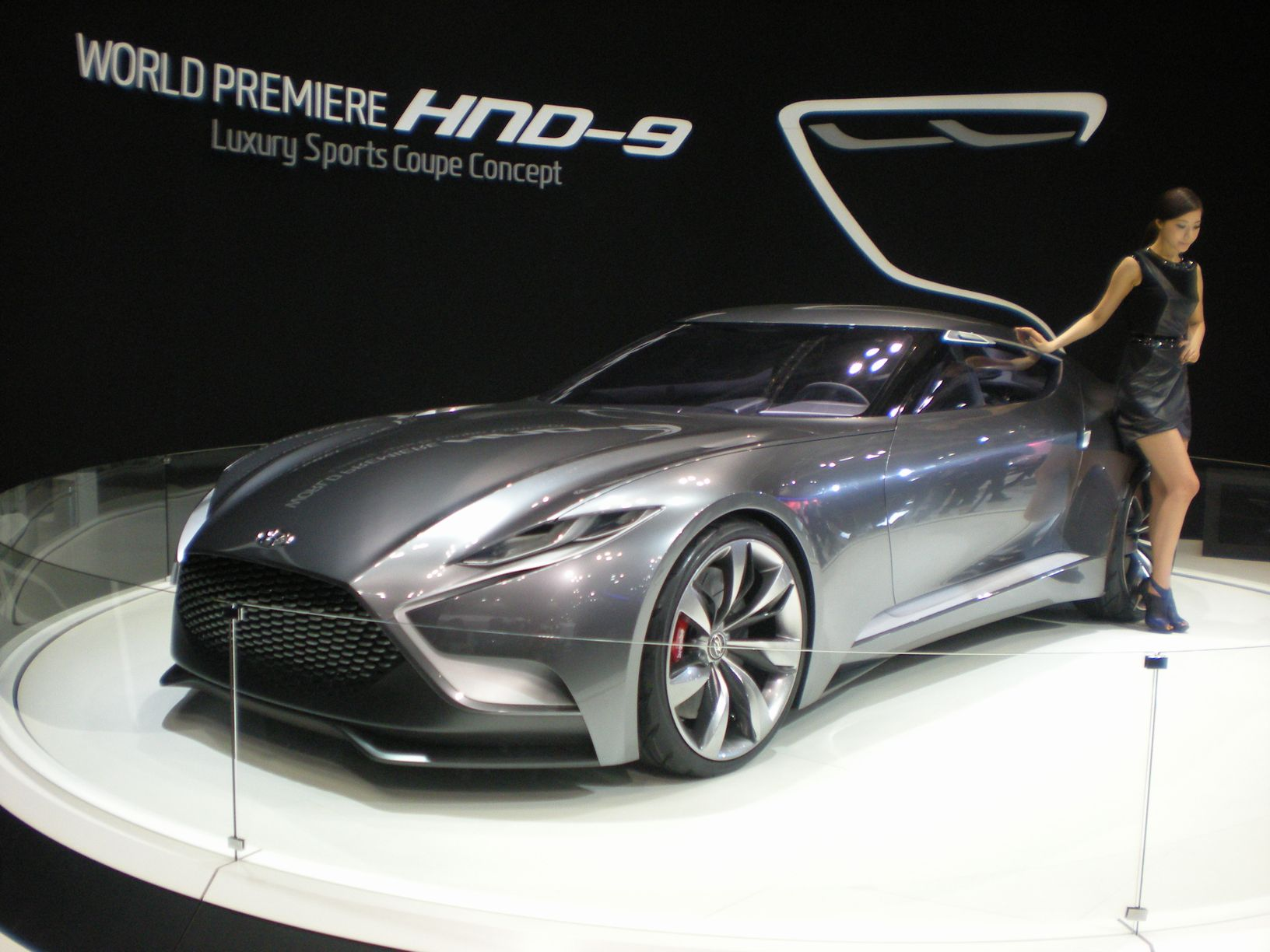
هیوندای اچ‌ان‌دی نمایشی

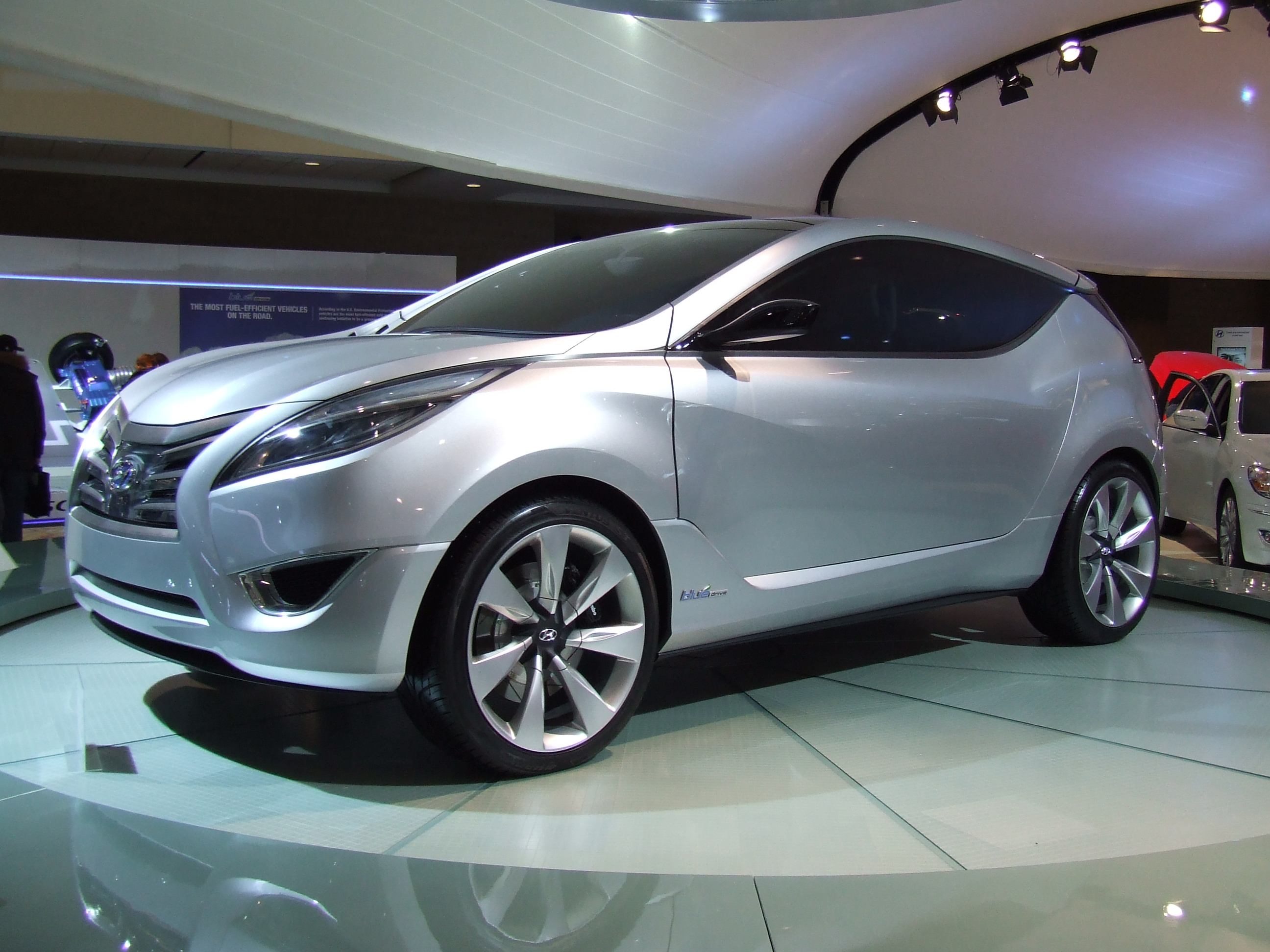
هیوندای ناویس

هسته اولیه گروه شرکت‌های هیوندای در سال ۱۹۴۶ توسط چانگ جو-یانگ تأسیس شد و در طول دهه نخست فعالیتش، با استفاده از حمایت‌های دولتی، انواع فعالیت‌های صنعتی همچون: ساخت‌وساز، فولادسازی، کشتی‌سازی، خدمات پشتیبانی، تجارت، الکترونیک و خدمات مالی را تحت پوشش قرار داد و در ابتدای دهه ۱۹۶۰ به بزرگترین شرکت خوشه‌ای کره جنوبی تبدیل شد.
چانگ جو-یانگ در سال ۱۹۶۷ هیوندای موتور را به‌عنوان شرکت تابعه گروه هیوندای و بازوی خودروسازی این گروه صنعتی تأسیس نمود. نخستین خودروی عرضه شده توسط این شرکت، فورد کورتینا بود، که با مشارکت مستقیم شرکت فورد، در کره جنوبی مونتاژ می‌شد. مالکین شرکت هیوندای با هدف ساخت خودرویی مستقل، مدیرعامل اسبق بریتیش لیلاند؛ جورج ترنبول را استخدام کردند. وی نیز با ۵ مهندس بریتانیایی را برای پیشبرد توسعه و ساخت خودرو بکار گرفت.
مدیران هیوندای با مشارکت شرکت‌های ایتال‌دیزاین به منظور طراحی خودرو و میتسوبیشی موتورز برای تأمین اجزای تولیدی و اکسل، نخستین خودرو کره‌ای، یعنی هیوندایی پونی را در سال ۱۹۷۵ تولید کرد، که در پی آن، صادرات نخستین محصول بخش خودروسازی هیوندای، به کشور اکوادور، در همان سال آغاز شد. هیوندای پونی عنوان سازنده پرفروش‌ترین خودرو کره‌ای را برای شرکت هیوندای به ارمغان آورد و هنوز هم این خودرو بدون رقیب باقی مانده‌است.
نسل دوم از خودروی هیوندای پونی در سال ۱۹۸۲ نقطه عطف دیگری را رقم زد و نخستین صادرات در مقیاس وسیع خودروهای هیوندا، شکل گرفت. خودرو کوچک پونی با بهره‌مندی از سود درآمد کارکنان کره‌ای، بازار خودرو کوچک کانادا را، در سال ۱۹۸۳ دگرگون ساخت. پس از آن بود، که جهان از به وجود آمدن یک سازنده دیگر خودرو در آسیای جنوب شرقی مطلع شد.
تا سال ۱۹۹۱ شرکت هیوندای دامنه خودروهایش را به هیوندای الانترا بزرگتر، هیوندایی سوناتا و نخستین کوپه‌اش توسعه داده بود. در همان سال نخستین موتور آلفا ۱٫۵ لیتر را تولید کرد. فروش‌ها به‌ویژه در همه بازارهای مهم آمریکا سریعاً در حال افزایش بود. با این حال این رشد اساساً به دلیل قیمت معامله پائین خودروهای هیوندای بود. حتی در دهه ۱۹۹۰ خودروهای هیوندای هنوز برای کیفیت ضعیف ساخت و کم توجهی به جزئیات، انگشت‌نما بودند.
در سال ۱۹۹۷ بحران مالی آسیا، ضرر زیادی به صنعت خودروسازی کره جنوبی وارد ساخت، اما شرکت هیوندای از این فرصت استفاده کرد، تا شرکت کیا موتورز که ورشکست شده بود را، خریداری و تصاحب نماید و موقعیت پیشتاز خود در بازار داخلی کره را تقویت کند. با این وجود، این بحران قسمت تاریک فروش چند صنعتی را در شرکت مادر؛ یعنی هیوندای آشکار ساخت.
در پی فشارهای دولت وقت کره جنوبی، سرانجام مالکین هیوندای، اقدام به جداسازی گروه هیوندای نمودند، که پس از تکمیل فرایند جداسازی بخش‌های مختلف این گروه، در سال ۱۹۹۸ چانگ مونگ-کو، فرزند ارشد چانگ جو-یانگ (بنیانگذار شرکت‌های هیوندای) کنترل بخش خودروسازی را در دست گرفت، که امروزه همچنان نیز در جایگاه مدیر عامل اجرایی و رئیس هیئت مدیره هیوندای موتور، سکان رهبری آن را در دست دارد. چانگ پس از تحویل شرکت، در سال‌های نخست، مدیریت را از نو سازماندهی کرد، کنترل کیفی را ارتقا بخشید و سرمایه‌گذاری در زمینه تحقیق و توسعه را افزایش داد.
پس از جدا شدن از گروه هیوندای در سال ۲۰۰۰ شرکت هیوندای موتور توانست به همراه کیا موتورز، زیر چتر هیوندای موتور گروپ، تنها بر روی صنعت خودروسازی تمرکز کند. از آن زمان به بعد هیوندای موتور تحت مدیریت چانگ مونگ-کو، موفق شده تا حد چهارمین خودروساز بزرگ جهان، به همراه کیا و خود به تنهایی، تا رتبه هشتمین شرکت بزرگ خودروسازی جهان، رشد کند. برنامه هیوندای، پیشروی تا به دست آوردن مقام پنجم تا سال ۲۰۱۴ است. در اروپا نیز امروزه سایت‌های تولید و نیز طراحی توسط هیوندای ایجاد شده‌اند.
در طول دهه ۲۰۰۰ میلادی، خودروهای هیوندای به صورت وسیع در کیفیت ساخت، فناوری و حتی ظاهر، توسعه یافتند، که تغییر ظاهر خودروها و طراحی بدنه آن‌ها، توسط مراکز طراحی جدیدی که از سال ۲۰۰۱ به بعد، راه‌اندازی شده بودند، انجام می‌شود.
تولید نسل چهارم از هیوندای سوناتا، در ابتدای دهه ۲۰۰۰ میلادی، با خودروهای ژاپنی پُرفروش و جدید ویژه خانواده، در بازار ایالات متحده آمریکا به رقابت پرداخت، در حالی‌که مدل‌های هیوندای آی۱۰، هیوندای آی۲۰ و هیوندای آی۳۰، بازار اروپا را هدف قرار داده بودند و فروش زیادی را در اروپا به خود اختصاص دادند. این شرکت در سال ۲۰۰۸ هیوندای جنسیس را عرضه کرد، که رقیب خودروهای سایز بزرگ لکسوس و اینفینیتی به‌شمار می‌آید.
کارخانه جدید در جمهوری چک بنابر برنامه، ظرفیت تولید سالانه‌ای در حدود ۳۰۰٫۰۰۰ خودرو را خواهد داشت. به‌علاوه هیوندای هم‌اکنون بزرگترین کارخانه یکپارچه و سایت مجتمع تولید خودروی جهان، با ظرفیت تولیدی معادل ۱٫۶ میلیون دستگاه در سال را در اختیار دارد، که در شهر اولسان، کره جنوبی مستقر می‌باشد.
امروزه در کره جنوبی، هیوندای موتور به تنهایی بیش از ۵۰٪ درصد از بازار فروش خودرو را به خود اختصاص داده است. شرکت هیوندای موتور با پشتیبانی مالی جام جهانی ۲۰۰۶ آلمان نیز وجهه خود را به خوبی بهبود بخشید. در حدود ۱٫۰۰۰ دستگاه خودروی هیوندای، در این دوره از جام جهانی فوتبال، در کشور آلمان، فعال بودند.

### میزان تولید
در جدول زیر، تولید خودروهای شرکت‌های زیرمجموعه گروه هیوندای موتور (کیا موتورز و هیوندای موتور) در طول سال مالی ۲۰۰۹ میلادی، مشخص شده‌است.
| برند    | خودرو     | کامیون  | اتوبوس | مجموع     |
| ------- | --------- | ------- | ------ | --------- |
| هیوندای | ۲٫۷۵۵٫۴۸۹ | ۲۴۷٫۰۴۵ | ۹۷٫۴۲۲ | ۳٫۰۹۹٫۹۴۶ |
| کیا     | ۱٫۴۶۷٫۰۴۳ | ۷۷٫۹۳۴  | ۸۴۳    | ۱٫۵۴۵٫۸۲۰ |
| مجموع   | ۴٫۲۲۲٫۵۳۲ | ۳۲۴٫۹۷۹ | ۹۸٫۲۶۵ | ۴٫۶۴۵٫۷۶۶ |

### تحقیق و توسعه
شرکت هیوندای موتور هم‌اکنون دارای ۷ مرکز تحقیق و توسعه برای بازارهای بین‌المللی خود می‌باشد، که ۳ مرکز آن در کره جنوبی، یک مرکز در آلمان، یک مرکز در ژاپن و یک مرکز نیز در کشور هند مستقر می‌باشد؛ ولی بزرگترین مرکز تحقیق و توسعه این شرکت در ایالت کالیفرنیا قرار دارد. فعالیت‌های این مرکز تحقیق و توسعه، تنها بر تولیدات هیوندای موتور، در بازار ایالات متحده آمریکا متمرکز می‌باشد.

### محصولات
| تولید                 | خودرو              | توضیحات | تصویر |
| --------------------- | ------------------ | --- | ----- |
| خودروهای شهری         |                    | |       |
| ۱۹۹۷-اکنون            | هیوندای آتوس       | خودرویی جمع‌وجور است، که برای رقابت با خودروهای فورد کا و فولکس‌واگن لوپو عرضه گردید. نسل دوم آتوس در سال ۲۰۰۲ و نسل سوم آن نیز در سال ۲۰۰۴ وارد بازار شد. از تابستان ۲۰۰۴ عرضه آتوس تنها در اروپا متوقف شد و هیوندای گتز جایگزین این مدل گردید. از سال ۲۰۰۸ نیز هیوندای آی۱۰ جای آن را در اروپا پر کرد. هیوندای آتوس همچنان در کشور هند بفروش می‌رسد.                                 |       |
| ۲۰۰۸-اکنون            | هیوندای آی۱۰       | خودرویی کوچک در کلاس خودروهای شهری است که جانشینی برای مدل هیوندای آتوس می‌باشد. این مدل در کارخانه‌های هیوندای موتور مستقر در چنای، هند و کولیم، مالزی تولید می‌شود. |       |
| خودروهای سوپرمینی     |                    | |       |
| ۲۰۰۲–۲۰۰۹             | هیوندای گتز        | این مدل جانشین مدل هیوندای آتوس شد، که با توجه به تقاضای بالا برای فروش، در سال ۲۰۰۵ اصلاحاتی در آن انجام گردید و مدل توسعه یافته، به عنوان نسل دوم از گتز عرضه شد. در بازار خودروی اروپا، در میان تمامی مدل‌های عرضه شده توسط هیوندای، پس از هیوندای توسان، بیشترین فروش را در سال ۲۰۰۹ داشته‌است.                                                                                   |       |
| ۲۰۰۸-اکنون            | هیوندای آی۲۰       | یکی از موفق‌ترین مدل‌های شرکت هیوندای موتور، در بازار اروپا به‌شمار می‌آید. آی۲۰ جانشینی برای هیوندای گتز است، که از نظر ابعاد، اندکی از گتز بزرگتر می‌باشد. این مدل از نظر ایمنی از استاندارد بالایی برخوردار است. سال ۲۰۱۲ نسل دوم آی۲۰ عرضه گردید، که از نظر فنی و ظاهری، تغییراتی در آن ایجاد شد.                                                                                    |       |
| خودروهای کامپکت       |                    | |       |
| ۱۹۷۵–۱۹۹۴             | هیوندای پونی       | این خودرو در کلاس خودرو کامپکت کوچک قرار گرفته، طراحی آن خودروهای موتور جلو-محور عقب بوده‌است. |       |
| ۱۹۹۴-اکنون            | هیوندای اکسنت      | نمونه توسعه یافته و جانشین هیوندای پونی می‌باشد، که در طبقه‌بندی خودروهای سایز کوچک هیوندای، بالاتر از هیوندای گتز و زیر هیوندای آی۳۰ قرار دارد. |       |
| ۱۹۹۰–۲۰۰۰             | هیوندای لانترا     | این مدل تنها در اروپا و کره جنوبی عرضه شد. نسل دوم آن در سال ۱۹۹۵ با ایجاد تغییراتی در موتور و نسل سوم از لانترا در سال ۱۹۹۸ با ایجاد تغییراتی در ظاهر و طراحی بدنه آن، وارد بازار اروپا شد. هیوندای لانترا در عمل، نمونه اولیه از مدل هیوندای الانترا به‌شمار می‌آید. |       |
| ۲۰۰۰-اکنون            | هیوندای الانترا    | این خودرو در کشورهای کره جنوبی، مالزی و ایران با نام هیوندای آوانته شناخته می‌شود. الانترا در سال ۲۰۱۱ عنوان خودروی سال آمریکای شمالی را از آن خود کرد. این مدل در بازار اروپا جانشینی برای هیوندای لانترا بود، که از سال ۲۰۰۷ تولید آن در اروپا متوقف شد و هیوندای آی۳۰ جایگزین آن گردید، ولی در بازار آمریکای شمالی، از سال ۲۰۰۷ نسل چهارم و پس از آن نسل پنجم از الانترا عرضه شد. |       |
| ۲۰۰۷-اکنون            | هیوندای آی۳۰       | |       |
| خودروهای اندازه متوسط |                    | |       |
| ۱۹۸۳–۱۹۸۹             | هیوندای استلر      | این خودرو که در واقع بر پایه فورد کورتینا ساخته شده اس در کلاس خودرو سایز متوسط قرار گرفته‌است. |       |
| ۱۹۸۷-اکنون            | هیوندای سوناتا     | خودرویی است، که در کلاس خودرو سایز متوسط و با طراحی خودروهای موتور جلو-محور جلو و چهار درب سدان تولید شده‌است. نام این مدل، برگرفته از واژه سونات می‌باشد. |       |
| ۲۰۱۱-اکنون            | هیوندای آی۴۰       | خودرویی طراحی شده برای طبقه متوسط بازار اروپا است. این مدل، بر پایه هیوندای سوناتا ساخته شده، که تغییرات زیادی در طراحی ظاهری و طول خودرو انجام شده‌است. در تابستان ۲۰۱۱ نسخه استیشن واگن و در بهار ۲۰۱۲ نسخه سدان آی۴۰ عرضه گردید. |       |
| خودروهای شرکتی        |                    | |       |
| ۱۹۹۸–۲۰۰۵             | هیوندای آزرا       | نسل چهارم خودروهای سایز بزرگ هیوندای است که با موتور ۳٫۳ لیتری با قدرت ۲۳۵ اسب‌بخار عرضه می‌شود. این خودرو از یک گیربکس ۵ سرعته تیپ ترونیک استفاده می‌کند. سال ۲۰۱۱ تغییراتی در ظاهر و موتور آن داده شد. نوع لیمیتد آن با موتور ۳۸۰۰ سی‌سی عرضه شده بود. |       |
| ۲۰۰۵-اکنون            | هیوندای گرندر      | مدل گرندر، مدل توسعه یافته از هیوندای آزرا می‌باشد، که طول آن اندکی بیشتر از آزرا است و تنها در بازار اروپا عرضه می‌شود. مدل گرندر با طول ۴٫۹ متر، یکی از بزرگترین خودروهای تولیدشده توسط هیوندای می‌باشد. |       |
| ۲۰۰۸-اکنون            | هیوندای جنسیس      | این خودرو که نخستین بار در نمایشگاه خودرو نیویورک رونمایی شد، اکنون مدرن‌ترین و به لحاظ فنی پیچیده‌ترین در ترکیب را در میان تمامی خودروهای هیوندای دارا می‌باشد. |       |
| خودروهای لوکس         |                    | |       |
| ۱۹۹۶–۲۰۰۵             | هیوندای دیناستی    | |       |
| ۱۹۹۹-اکنون            | هیوندای ایکوئس     | این مدل که با نام هیوندای سنتنیال نیز شناخته می‌شود، دارای پلتفرم و موتور مشترک با میتسوبیشی پرودیا می‌باشد. مدل ایکوئس، با طول ۵٫۱ متر، رقیب خودروهایی چون مرسدس-بنز کلاس-اس، ب‌ام‌و سری ۷، آئودی ای۸ و لکسوس ال‌اس به‌شمار می‌آید. |       |
| خودروهای اس‌یووی       |                    | |       |
| ۲۰۰۰-اکنون            | هیوندای سانتافه    | این مدل که طرح توسعه یافته از نسل دوم هیوندای گرندر بود، با طول ۴٫۵ متر، یکی از نخستین تولیدات در در این کلاس خودرو محسوب می‌شد. |       |
| ۲۰۰۵–۲۰۱۰             | هیوندای توسان      | سومین خودروی اس‌یووی طراحی شده توسط هیوندای می‌باشد. هیوندای موتور در این مدل، برای نخستین بار از سامانه کنترل پایداری الکترونیکی استفاده نمود. |       |
| ۲۰۰۶-اکنون            | هیوندای وراکروز    | طراحی این مدل موتور جلو، خودرو محور جلو و چهار چرخ محرک بوده، طول آن ۴٬۸ متر است. وراکروز در سال ۲۰۰۶ جهت رقابت با لکسوس آرایکس و ب‌ام‌و ایکس۵ (ای۷۰) به بازار عرضه شد. این مدل که جز کراوس اورهای بزرگ دسته‌بندی شده‌است، با نام آی‌ایکس۵۵ نیز شناخته می‌شود. |       |
| ۲۰۰۹-اکنون            | هیوندای آی‌ایکس۵۵   | جانشینی برای هیوندای توسان است و از سال ۲۰۱۰ در اروپا و آسیا به فروش می‌رسد. |       |
| خودروی بیابانگرد      |                    | |       |
| ۱۹۹۱–۲۰۰۳             | هیوندای گالوپر     | این مدل نسل دوم از خودروی میتسوبیشی پاجرو می‌باشد، که لیسانس آن توسط هیوندای خریداری شده‌است. |       |
| ۲۰۰۱–۲۰۰۶             | هیوندای تیراکان    | طراحی آن موتور جلو و خودرو چهار چرخ محرک بوده‌است. سامانه جعبه‌دندهٔ آن ۵ دنده به دو صورت خودکار و دستی است. |       |
| خودروهای اسپورت‌کوپه   |                    | |       |
| ۱۹۸۹–۱۹۹۶             | هیوندای اس‌کوپه     | این خودرو در کلاس خودرو اسپورت قرار گرفته‌است. سامانه جعبه‌دندهٔ آن ۵ دنده به دو صورت خودکار و دستی است. |       |
| ۱۹۹۶–۲۰۰۹             | هیوندای کوپه       | این خودرو در کلاس خودرو اسپورت قرار گرفته، طراحی آن خودروهای موتور جلو-محور جلو بوده‌است. |       |
| ۲۰۰۸-اکنون            | هیوندای جنسیس کوپه | یک خودرو اسپورت کوپه دیفرانسیل عقب است که نخستین خودروی کوپه دیفرانسیل عقب هیوندای محسوب می‌شود و بر روی پلتفرم سدان هیوندای جنسیس ساخته شده‌است. شتاب صفر تا صد این خودرو با گیربکس ۶ سرعته تیپ ترونیک ۵٫۴ ثانیه‌است. جنسیس کوپه رقیب خودروهای اینفینیتی جی و آئودی ای۵ به‌شمار می‌آید.                                                                                                 |       |
| ۲۰۱۱-اکنون            | هیوندایی ولاستر    | خودرویی کوپه و سه در است، که در کلاس خودروهای کامپکت کوچک قرار گرفته و طراحی آن خودروهای موتور جلو-محور جلو بوده‌است. ولاستر در سال ۲۰۱۱ به عنوان طراحی سال شناخته شد. |       |
| خودروهای مینی‌ون       |                    | |       |
| ۱۹۹۵–۲۰۰۲             | هیوندای سانتامو    | این مدل که بر پایه میتسوبیشی چاریوت تولید شده بود، لیسانس آن توسط هیوندای موتور، از شرکت میتسوبیشی موتورز خریداری شده‌است. |       |
| ۲۰۰۱–۲۰۱۰             | هیوندای لاویتا     | خودرویی است که در کره جنوبی، ترکیه و مالزی تولید شده‌است. طول آن ۴٬۰۲ متر است و در کلاس کامپکت ام‌پی‌وی طبقه‌بندی می‌شود. |       |
| ۲۰۰۶-اکنون            | هیوندای انتروج     | این مدل که بر پایه کیا کارنیوال ساخته شده‌است، در کلاس مینی‌ون قرار می‌گیرد. |       |
| ۲۰۱۰-اکنون            | هیوندای آی‌ایکس۲۰   | خودرویی در کلاس وانت است، که دارای پلتفرم مشترک با کیا ونگا می‌باشد. |       |
| وسایل نقلیه تجاری     |                    | |       |
| ۱۹۷۷-اکنون            | هیوندای پورتر      | |       |
| ۱۹۸۶–۲۰۰۴             | هیوندای گریس       | این مدل که بر پایه میتسوبیشی ال-۳۰۰ تولید شده بود، حق تولید آن توسط هیوندای موتور، از شرکت میتسوبیشی موتورز خریداری شده‌است. |       |
| ۱۹۹۷-اکنون            | هیوندای استارکس    | خودرویی در کلاس ون است که از سال ۱۹۹۷ تاکنون در کره جنوبی، اندونزی و ترکیه تولید شده‌است. استارکس بر پایه میتسوبیشی دلیکا تولید شده و حق ساخت آن توسط هیوندای موتور، از شرکت میتسوبیشی موتورز خریداری شده‌است. |       |
| ۲۰۰۰–۲۰۰۷             | هیوندای لایبرتو    | این مدل بر پایه هیوندای اچ-۱ ساخته شده‌است. |       |
|                       |                    | |       |

### تولیدات کنونی

#### هیوندای آی۱۰
هیوندای آی۱۰ کوچکترین عضو خانواده هیوندای موتور است، که یک هاچ‌بک پنج در می‌باشد و بیشتر برای بازار هند طراحی و ساخته شده‌است. این خودرو با موتورهای ۱٫۱ لیتری و ۱٫۲ لیتری دیزلی، بنزینی و الکتریکی عرضه شده‌است.

#### هیوندای آی۲۰
هیوندای آی۲۰ خودرویی کوچک و جمع و جور است، که از سال ۲۰۰۸ در هند و ترکیه تولید می‌شود. این خودرو پنج ستاره ایمنی را دریافت کرده‌است. هیوندای آی۲۰ با موتورهای ۱٫۴ و ۱٫۶ لیتری و ۵ در تولید شده و به صورت انحصاری در اروپا عرضه می‌شود.

#### هیوندای اکسنت
هیوندای اکسنت از سال ۱۹۹۴ در فهرست تولیدات هیوندای موتور قرار گرفت و تاکنون چهار نسل از آن تولید شده‌است. مدل‌های مختلفی از اکسنت به صورت هاچ بک سه و پنج در و سدان چهار در تولید می‌شوند. موتورهای کنونی ۱٫۴ لیتری بنزینی با توان ۱۰۷ اسب‌بخار و ۱٫۶ لیتری بنزینی با توان ۱۲۳ اسب‌بخار می‌باشند. موتورهای دیزلی نیز برای این خودرو قابل انتخاب می‌باشند.

#### هیوندای الانترا
هیوندای الانترا یکی از محبوب‌ترین خودروهای هیوندای موتور محسوب می‌شود، که تاکنون یک بار نیز به عنوان خودروی سال در آمریکای شمالی برگزیده شده‌است. الانترا به عنوان یک سدان کوچک و فشرده اما کامل و با موتورهای ۱٫۶ و ۱٫۸ لیتری عرضه می‌شود. این خودرو از سال ۱۹۹۰ در خط تولید هیوندای موتور قرار گرفته و تاکنون پنج نسل از آن، طراحی و تولید شده‌است.

#### هیوندای آی۳۰

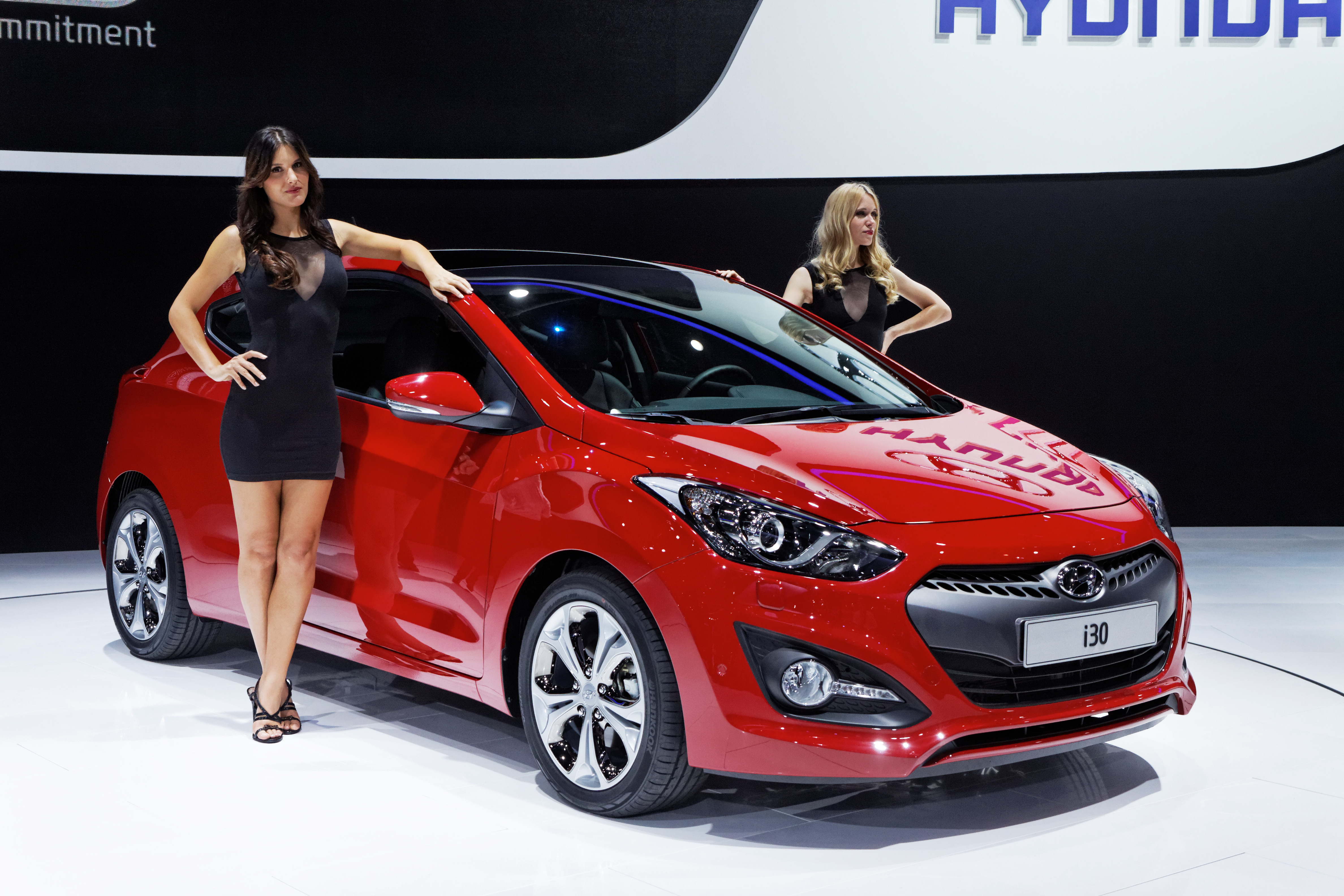
هیوندای آی۳۰ در نمایشگاه خودرو پاریس ۲۰۱۲

هیوندای آی۳۰ اشتراکات فراوانی با الانترا دارد، اما بزرگترین تفاوت آن در سبک هاچ‌بک بدنه می‌باشد. در کانادا و ایالات متحده آمریکا با نام الانترای واگن یا نسل چهارم الانترا عرضه می‌شود. پلتفرم این خودرو با کیا سید یکسان و مشترک است. مشخصات این مدل شامل: طول*عرض*ارتفاع ۴۳۰*۱۷۸*۱۴۸ سانتی‌متر، فاصله دو محور جلو و عقب ۲۶۵ سانتی‌متر و وزن خالص آن معادل ۱۱۸۵ کیلوگرم می‌باشد.

#### هیوندای آی۴۰
هیوندای آی۴۰ یکی از جوانترین خودروهای هیوندای است، که در سال ۲۰۱۱ معرفی شد و در رده خودروهای خانوادگی متوسط و بزرگ قرار می‌گیرد. این خودرو در دو نوع سدان چهار در و واگن پنج در تولید می‌شود و در پلتفرم با سوناتا یکی است و آن را نسخه اروپایی سوناتا می‌دانند. مدل آی۴۰ بجز اروپا، در استرالیا و نیوزیلند نیز به فروش می‌رسد.

#### هیوندای سوناتا
هیوندای سوناتا یکی از پرفروش‌ترین مدل‌های شرکت هیوندای موتور در سال‌های گذشته به‌شمار می‌آید. پیشینه تولید این خودرو به سال ۱۹۸۵ بر می‌گردد. نسل ششم سوناتا دیگر یک خودرو فول سایز شناخته می‌شود. موتورهای ۲ و ۲٫۴ لیتری روی این خودرو قرار می‌گیرند.

#### هیوندای آزرا
هیوندای آزرا پیشینه‌ای طولانی دارد و از سال ۱۹۸۶ در خط تولید هیوندای قرار دارد و فاصله بین دو خودروی سوناتا و جنسیس سدان را پر می‌کند. این خودرو در کلاس لوکس قرار گرفته و اکنون موتورهای ۲٫۴ لیتری، ۳ لیتری و ۳٫۳ لیتری روی این خودرو قرار می‌گیرند.

#### هیوندای ولاستر
هیوندای ولاستر یکی از جدیدترین خودروهای اسپرت کامپکت هیوندای است که در سال ۲۰۱۱ عرضه شد و در کلاس کوپه و سه درب می‌باشد.

#### هیوندای جنسیس کوپه
هیوندای جنسیس کوپه را می‌توان تلاش هیوندای برای تمایز بین محصولات عادی و لوکس خود دانست. جنسیس کوپه از سال ۲۰۰۸ وارد بازار شد. این خودرو نخستین مدل کوپه دیفرانسیل عقب هیوندای بود که در پلاتفرم با جنسیس سدان اشتراکاتی دارد. اکنون دو موتور دو لیتری چهار سیلندر توین توربو و شش سیلندر ۳٫۸ لیتری روی جنسیس کوپه قابل انتخاب می‌باشند. مدل چهار سیلندر ۲۷۴ اسب‌بخار نیرو و ۲۷۵ پوند فوت گشتاور تولید می‌کند. این اعداد برای مدل شش سیلندر به ترتیب ۳۴۸ اسب و ۲۹۵ پوند فوت می‌باشند.

#### هیوندای جنسیس سدان
هیوندای جنسیس سدان، یکی از خودروهای لوکس کره‌ای است، که برای رقابت با خودروهای لوکس اروپایی و ژاپنی وارد بازار شده‌است. جنسیس سدان کنونی، در سال ۲۰۰۸ رونمایی شد. سدان لوکس جنسیس همان راهی را می‌رود که نیسان با اینفینیتی و تویوتا با لکسوس پیموده‌اند.

#### هیوندای ایکواس
هیوندای ایکواس گرانترین و لوکسترین خودروی هیوندای که یک سدان اندازه بزرگ است؛ و در خاورمیانه بنام سنتینیال شناخته می‌شود. نسل اول این خودرو تا سال ۲۰۰۸ تولید می‌شد. اما از سال ۲۰۰۹ نسل دوم با الهام از مرسدس و بی ام و و لکسوس با موتور هشت سیلندر پنج لیتری عرضه می‌گردد.
یک مدل لیموزین نیز از این خودرو وجود دارد که ۳۰ سانتی‌متر فضای بیشتری بین دو محور ایجاد شده‌است.

#### هیوندای وراکروز
هیوندای وراکروز از سال ۲۰۰۶ تاکنون پرچمدار شاسی بلندهای هیوندای بوده‌است. از امن‌ترین خودروهای این کلاس محسوب می‌شود.
طول*عرض*ارتفاع ۴۸۴*۱۹۵*۱۸۱ سانتیمتر، فاصله بین دو محور ۲۸۰ سانتی‌متر و وزن خالص ۱۹۳۶ برای مدل‌های دیفرانسیل جلو و ۲۰۱۱ کیلوگرم برای مدل‌های دو دیفرانسیل

#### هیوندای سانتافه
هیوندای سانتافه را باید محبوبترین شاسی بلند هیوندای دانست که با قیمت مقرون بصرفه و توانایی‌های مناسب و امکانات خوب خود، مشتریان زیادی را برای خود دست و پا کرده‌است. سانتافه در پلاتفرم با کیا سورنتو شریک می‌باشد. از ماه ژوئن نسل سوم سانتا فه در مدل ۵ نفره و از ماه نوامبر مدل ۷ نفره آن به بازار خواهند آمد. مدل‌های با هفت صندلی از فاصله بین دو محور بیشتری برخوردارند و همچنین هواکش موتور، رینگ‌های ۱۸ اینچی، اگزوز و فرم بدنه آن‌ها متفاوت می‌باشد.

#### هیوندای توسان
هیوندای توسان کنونی نخستین بار در سال ۲۰۰۹ در نمایشگاه فرانکفورت به نمایش درآمد. هیوندای برای تولید این مدل ۳۶ ماه زمان و ۲۲۵ میلیون دلار صرف توسعه و تحقیق نموده‌است. موتورهای بنزینی ۱٫۶، ۲ و ۲٫۴ لیتری روی توسان قابل نصب‌اند. موتور چهارسیلندر ۲ لیتری ۱۶۵ اسب‌بخار نیرو تولید می‌کند و مدل ۲٫۴ لیتری هم ۱۷۶ اسب‌بخار. هیوندای توسان، همانند برادر بزرگتر خود در دو نوع دیفرانسیل جلو و دو دیفرانسیل عرضه می‌شود.

### بازار اروپا
داستان موفقیت هیوندای موتور در بازار خودروی اروپا، سال ۱۹۹۵ با معرفی مدل جمع‌وجور هیوندای پونی آغاز شد، که با قیمت پایین خود، مورد استقبال قرار گرفت. نه سال پس از آن هیوندای با معرفی هیوندای سانتافه مهم‌ترین گام را برای تبدیل شدن به یک خودروساز جهانی برداشت. آن مدل اس‌یووی دروازه بازارهای پر منفعت و جدید اروپا را برای این خودروساز، گشود. از نسل اول سانتافه در سراسر جهان بیش از یک میلیون دستگاه به فروش رفت.
امروزه از هر ۱۰ خودروی کلاس اس‌یووی در آلمان، یکی هیوندای است. این شرکت هم‌اکنون برای هر کلاس خودرو یک مدل پرفروش را ارائه کرده‌است، برای نمونه برای بزرگراه، خارج از شهر و حتی دشت‌های سنگلاخی، مدل‌هایی چون تیراکان، توسان و سانتافه، را تولید نموده‌است.
در فهرست‌های زیر، آمار فروش خودروهای سبک شرکت هیوندای موتور، در ۳ کشور اروپایی درج شده‌است. اعداد درج شده، در ستون زیر نام هر کشور، نمایان‌گر تعداد خودروهای به‌فروش رسیده می‌باشد.
| سال  | آلمان   | سهم بازار |
| ---- | ------- | --------- |
| ۱۹۹۵ | ۲۳٫۷۰۴  | ۰٬۷۲٪     |
| ۱۹۹۶ | ۳۱٫۹۴۳  | ۰٬۹۱٪     |
| ۱۹۹۷ | ۱۶٫۶۲۲  | ۰٬۴۷٪     |
| ۱۹۹۸ | ۲۱٫۱۸۵  | ۰٬۵۷٪     |
| ۱۹۹۹ | ۱۹٫۶۱۰  | ۰٬۵۲٪     |
| ۲۰۰۰ | ۲۱٫۶۶۶  | ۰٬۶۴٪     |
| ۲۰۰۱ | ۱۹٫۸۹۴  | ۰٬۶۰٪     |
| ۲۰۰۲ | ۲۷٫۸۹۷  | ۰٬۸۶٪     |
| ۲۰۰۳ | ۳۴٫۴۷۶  | ۱٬۰۷٪     |
| ۲۰۰۴ | ۴۵٫۶۶۷  | ۱٬۴۰٪     |
| ۲۰۰۵ | ۵۱٫۷۰۴  | ۱٬۵۵٪     |
| ۲۰۰۶ | ۵۲٫۴۰۵  | ۱٬۵۱٪     |
| ۲۰۰۷ | ۴۷٫۵۲۳  | ۱٬۵۱٪     |
| ۲۰۰۸ | ۵۱٫۶۷۷  | ۱٬۶۷٪     |
| ۲۰۰۹ | ۹۱٫۳۳۰  | ۲٬۴۰٪     |
| ۲۰۱۰ | ۷۴٫۲۸۷  | ۲٬۵۵٪     |
| ۲۰۱۱ | ۸۶٫۸۶۶  | ۲٬۷۰٪     |
| ۲۰۱۲ | ۱۰۰٫۸۷۵ | ۳٬۳۰٪     |
| ۲۰۱۳ | ۱۰۱٫۵۲۲ | ۳٬۴۴٪     |

| سال  | اتریش  |
| ---- | ------ |
| ۲۰۰۳ | ۶٫۰۸۳  |
| ۲۰۰۴ | ۷٫۶۵۷  |
| ۲۰۰۵ | ۹٫۲۲۲  |
| ۲۰۰۶ | ۸٫۱۳۵  |
| ۲۰۰۷ | ۸٫۰۸۷  |
| ۲۰۰۸ | ۶٫۸۶۴  |
| ۲۰۰۹ | ۱۲٫۱۴۸ |
| ۲۰۱۰ | ۱۵٫۷۴۵ |
| ۲۰۱۱ | ۱۸٫۱۲۰ |
| ۲۰۱۲ | ۱۹٫۲۸۴ |

| سال  | سوئیس |
| ---- | ----- |
| ۱۹۹۹ | ۵٫۵۳۶ |
| ۲۰۰۰ | ۷٫۱۳۹ |
| ۲۰۰۱ | ۷٫۳۳۹ |
| ۲۰۰۲ | ۸٫۶۱۴ |
| ۲۰۰۳ | ۷٫۶۹۹ |
| ۲۰۰۴ | ۷٫۰۵۰ |
| ۲۰۰۵ | ۶٫۹۱۷ |
| ۲۰۰۶ | ۶٫۱۷۹ |
| ۲۰۰۷ | ۴٫۶۸۱ |
| ۲۰۰۸ | ۵٫۷۹۵ |
| ۲۰۰۹ | ۵٫۷۶۱ |
| ۲۰۱۰ | ۶٫۲۴۹ |
| ۲۰۱۱ | ۵٫۵۵۵ |

### هیوندای در ایران
شرکت آسان موتور نمایندگی انحصاری واردات خودروهای هیوندای موتور به ایران را در اختیار دارد. این شرکت در سال ۱۳۸۵ و در پی بازگشایی مجدد واردات برای دامنه خاصی از خودروهای خارجی به ایران، فعالیت خود را آغاز نمود.
آسان موتور از سال ۲۰۰۶ مجوز واردات پنج مدل هیوندای آزرا، هیوندای سوناتا، هیوندای توسان، هیوندای سانتافه و هیوندای کوپه را دریافت کرد، سپس در سال ۲۰۰۹ نیز اقدام به واردات سری دوم از خودروهای شرکت هیوندای مطابق با استانداردهای اروپایی از جمله هیوندای جنسیس، هیوندای آی‌ایکس۵۵ و هیوندای آی۳۰ نمود. خودروهای هیوندای موتور که اکنون در بازار ایران موجود می‌باشند، در فهرست زیر درج شده‌اند.
| تولید             | خودرو              | تصویر |  |
| ----------------- | ------------------ | ----- |  |
| خودروهای سواری    |                    |       |  |
| ۱۹۸۵-اکنون        | هیوندای سوناتا     |       |  |
| ۱۹۹۴-اکنون        | هیوندای اکسنت      |       |  |
| ۱۹۹۰-اکنون        | هیوندای الانترا    |       |  |
| ۱۹۹۷-اکنون        | هیوندای آزرا       |       |  |
| ۲۰۰۸-اکنون        | هیوندای آی۲۰       |       |  |
| ۲۰۰۷-اکنون        | هیوندای آی۳۰       |       |  |
| ۲۰۱۱-اکنون        | هیوندای آی۴۰       |       |  |
| ۲۰۱۱-اکنون        | هیوندای ولاستر     |       |  |
| خودروهای لوکس     |                    |       |  |
| ۱۹۹۹-اکنون        | هیوندای سنتنیال    |       |  |
| ۲۰۰۸-اکنون        | هیوندای جنسیس      |       |  |
| ۲۰۰۸-اکنون        | هیوندای جنسیس کوپه |       |  |
| خودروهای شاسی‌بلند |                    |       |  |
| ۲۰۰۶-اکنون        | هیوندای وراکروز    |       |  |
| ۲۰۰۰-اکنون        | هیوندای سانتافه    |       |  |
| ۲۰۰۴-اکنون        | هیوندای توسان      |       |  |
| ۱۹۹۷-اکنون        | هیوندای اچ۱        |       |  |
|                   |                    |       |  |

## کیا موتورز
کیا موتورز (به کره‌ای: 기아자동차) شرکت خودروسازی کره‌ای است، که به‌عنوان زیرمجموعه‌ای از گروه هیوندای موتور محسوب می‌شود و در سال ۲۰۱۳ با تولید ۲٫۷۵ میلیون دستگاه خودرو، به عنوان دومین خودروساز کره جنوبی شناخته شد.
کیا موتورز هم‌اکنون دارای ۸ کارخانه تولیدی است، که در کشورهای ایالات متحده آمریکا، چین، کره جنوبی، ویتنام و اسلواکی مستقر می‌باشند. دفتر مرکزی این شرکت در شهر سئول قرار دارد و سهام آن در بازار بورس کره دادوستد می‌شود. شرکت هیوندای موتور با در اختیار داشتن ۳۳٫۹۹٪ درصد از سهام کیا موتورز، بزرگترین سهام‌دار آن به‌شمار می‌آید.

### تاریخچه کیا
شرکت کیا موتورز به‌عنوان قدیمی‌ترین شرکت خودروسازی کرهای، در سال ۱۹۴۴ با موضوع ساخت و تولید مفتول‌های فلزی و دوچرخه‌سازی، آغاز به کار نمود. در سال ۱۹۵۲، این شرکت نام خود را از «صنایع دقیق کیونگ سانگ» به کیا تغییر داد و چندی بعد آغاز به ساخت موتورسیکلت، کامیون و خودروی سواری کرد. در سال ۱۹۸۶ و با همکاری شرکت فورد، کیا موتورز مبادرت به ساخت برخی از مدل‌های مزدا مانند مزدا فامیلا هم برای بازار داخلی و هم برای بازار خارجی (جهت صادرات) نمود. این مدل‌ها همچنین شامل کیا پراید (بر مبنای مدل مزدا ۱۲۱) و کیا آولا بودند، که در بازار آمریکای شمالی و استرالیا با نام‌های فورد فستیوا و فورد اسپایر به فروش رفت.
کیا موتورز که در سال ۱۹۸۶ تنها ۲۶ دستگاه خودرو تولید کرده بود، در سال ۱۹۸۷ در فاصله تنها یک سال، تولیدش را به ۹۵٫۰۰۰ دستگاه افزایش داد. در سال ۱۹۹۲، کیا موتورز آمریکا، در ایالات متحده آمریکا آغاز بکار نمود. نخستین خودروی دارای برند کیا، در ایالات متحده از طریق ۴ شعبه نمایندگی فروش در پورتلند، اورگن و در فوریه ۱۹۹۴ به‌فروش رفت. از آن زمان، کیا به صورتی روش‌مند فعالیت خود را توسعه داد. نمایندگی‌های فروش در سال ۱۹۹۴ مدل کیا سفیا این شرکت را به فروش رساندند و پس از مدتی، اندک خط تولید محصول این شرکت، از طریق مدل کیا اسپورتیج، شرکت گسترش یافت.
با این حال، ورشکستگی شرکت کیا در سال ۱۹۹۷ که در جریان بحران مالی آسیا رخ داد، موجب گردید که این شرکت توسط دیگر شرکت خودروساز کرهای، هیوندای موتور در سال ۱۹۹۸ از طریق خرید سهام شرکت فورد، که در سال ۱۹۸۶ بخشی از سهام این شرکت را خریداری نموده بود، تصاحب گردد.
در سال ۱۹۹۸، شرکت کیا موتورز با مدیریت هیوندای موتور گروپ، آغاز به صادرات خودروی کیا منتور نمود. این مدل از کیا رقیب مدل‌ها فورد اسکورت و اپل آسترا در بازار اروپا بود، که به جهت قیمت پائین، فروش نسبتأ خوبی در اروپا داشت. سپس در اواسط دهه ۱۹۹۰ مدل هاچ‌بک منتور، با نام کیا شوما عرضه شد. تغییر ظاهری (فیس لیفت) که در سال ۱۹۹۹ صورت گرفت، کیا منتور را همچنان در رده سدان نگاه داشت.
کیا به بازار خودروهای خانوادگی، تا زمانی که کیا کردوس را تولید نمود، وارد نگردید. کردوس که خودرویی چهار در و در کلاس سدان بود، در سال ۱۹۹۹ ارائه شد. این خودرو اندازه مشابهی با فورد موندئو داشت، اما در هنگام ارائه آن به بازار از نظر اندازه، کوچکتر فورد فوکوس بود. این خودرو دارای تزئینات داخلی ویژه، محفظه صندوق عقب بزرگ، قیمت رقابتی و سطوح بالای تجهیزات بود، اما جذابیت کمتری برای بازارهای جهانی داشت.
خودروی جانشین کیا برای کردوس، یعنی کیا مجنتیس در سال ۲۰۰۱ نتوانست محبوبیت کیا کردوس را احیا کند. کیا در سال ۱۹۹۹ با خودروی کیا سدونا وارد بازار خودروهای ام‌پی‌وی شد. در زمان ارائه این خودرو به بازار، ارزان‌ترین خودرو در مقایسه با دیگر خودروهای کلاس ام‌پی‌وی در بریتانیا شناخته شد.
این مدل‌ها تا سال ۲۰۰۴ که مدل کیا سراتو به بازار عرضه شد، به فروش رفت و همین امر سبب گردید تا شرکت کیا موتورز، به عنوان یکی از خودروسازان جدی، وارد عرصه رقابت گردد. خودروی اس‌یووی کیا اسپورتیج در سرتاسر اروپا عمومیت پیدا کرد، اما از سال ۲۰۰۲ بود که کیا فروش بیشتری را از طریق عرضه مدل کیا سورنتو در بازار بدست آورد.

### خودروهای تولیدی
| سواری (سدان و هاچ‌بک)      | کراس‌اور و شاسی‌بلند | هیبریدی و برقی                    | ون، اتوبوس و کامیون    | خارج‌شده از تولید                 |
| ------------------------- | ------------------ | --------------------------------- | ---------------------- | -------------------------------- |
| پیکانتو                   | سول                | سید هیبریدی                       | ون پرگیو               | کیا بریسا (مونتاژی مزدا فامیلا)  |
| ریو                       | نیرو               | نیرو پلاگین هیبریدی               | ون کارنیوال (سدونا)    | بریسا۲(مونتاژی مزدا گرند فامیلا) |
| ری (ویژه بازار کره جنوبی) | استونیک            | ری هیبریدی (ویژه بازار کره جنوبی) | کامیونت بونگو(k2700)   | پراید (مونتاژی فورد فستیوا)      |
| سید                       | سلتوس              | سول برقی                          | اتوبوس گرن بیرد(AM928) | ون کونکورد                       |
| ونگا                      | اسپورتیج           | اپتیما هیبریدی                    |                        | ون سفیا                          |
| پیگاس (ویژه بازار چین)    | سورنتو             | اپتیما پلاگین هیبریدی             |                        | کریدوس (کلاروس)                  |
| کارنز (روندو)             | موهاوی             |                                   |                        | رتونا                            |
| سراتو (فورتی)             | تلوراید            |                                   |                        | مینی بوس کومبی                   |
| K4 (کاچت)(ویژه بازار چین) |                    |                                   |                        | اسپکترا                          |
| اپتیما                    |                    |                                   |                        | اپیروس                           |
| استینگر                   |                    |                                   |                        |                                  |
| کادنزا                    |                    |                                   |                        |                                  |
| کیوریس(K900)(K9)          |                    |                                   |                        |                                  |

### کیا موتورز آمریکا
کیا موتورز آمریکا بازوی فروش، بازاریابی و توزیع محصولات شرکت کیا موتورز، در ایالات متحده است. این شعبه از شرکت کیا، دامنه کاملی از خطوط تولید محصولات خود را، از طریق شبکه‌ای از ۶۴۰ نمایندگی فروش در ایالات متحده عرضه می‌کند. در سال ۲۰۰۸ کیا موتورز آمریکا، رکورد فروش خود را برای چهاردهمین سال متوالی، در رشد سهم بازار در ایالات متحده شکست.

### کیا موتورز اروپا
از سال ۱۹۹۵ تا ۱۹۹۹ شرکت کیا آغاز به ساخت فرمان سمت راست، به‌همراه فرمان‌های سمت چپ، در سایت تولیدی خود، در کارمان، آلمان نمود. از سال ۱۹۹۹ تا زمان توقف آن در سال ۲۰۰۳ تمامی مدل‌های کیا اسپورتیج فروخته شده در اروپا، در کارخانه کیا موتورز آلمان، تولید می‌شد. در سال ۲۰۰۳ بار دیگر خط تولید مدل اسپورتیج، به کره جنوبی منتقل شد.
کیا صادرات خودرو به اروپا را از ابتدای سال ۱۹۹۱ با خودروی مینی کیا پراید، آغاز نمود. آغاز فروش این محصول در اروپا با استقبال روبرو شد، تا اینکه در انتهای دهه ۱۹۹۰ میلادی، با کاهش تقاضای این مدل، در نهایت به توقف کامل خط تولید مدل پراید، در ماه مه ۲۰۰۰ گردید. خودروی کیا ریو نیز همچون پراید، از سال ۲۰۰۱، از خط تولید محصولات کیا موتورز خارج شد.
سال ۲۰۰۴ شاهد ورود کیا پیکانتو به‌عنوان خودروی شهری به اروپا بود. این خودرو اثبات نمود که کیا در
زمینه ارائه محصول به خریداران اروپایی که به بودجه خود برای خرید خودرو توجه دارند، موفق بوده‌است.
تا سال ۲۰۰۷ کیا پیشینه شانزده سال‌های در زمینه صادرات خودرو به اروپا داشته‌است. در هنگام ورود به بازار اروپا، تنها یک مدل فروخته شده بود. دامنه مدل‌های قابل فروش در اروپا به‌تدریج فراخ‌تر شد، بگون‌های که هماکنون در هر یک از بخش‌های بازار، به غیر از بازار خودروهای لوکس و اسپورت، به رقیبی جدی برای شرکت‌های دیگر تبدیل شده‌است.

### ریشه نام
شرکت کیاموتورز پس از آغاز فعالیت خود در سال ۱۹۴۴ به عنوان یک کارگاه تولیدی قطعات دست‌ساز دوچرخه واقع در حومه شهر سئول کره جنوبی، در شش دهه گذشته توانسته‌است به عنوان نیروی محرکه وسیله نقلیه موتوری کره‌ای با ادعای «تولید نخستین خودرو کشور» همچنین «صادرات نخستین خودرو از کره» پدیدار شود.
نام «کیا» برخاسته از نامی چینی-کرهای است که شامل کلمه «کی» (برآمدن) و «آ» (به معنای آسیا) است. بهاختصار نام این شرکت معنای «برآمده از آسیا» را القا می‌کند.

### گسترش برند
کیا موتورز دارای سه سایت تولیدی در کره جنوبی و یک کارخانه در کشور اسلواکی، دو کارخانه در چین و یک شاخه آمریکایی به نام «کیا موتورز آمریکا» می‌باشد، که در ۲۰ اکتبر ۲۰۰۶ به عنوان نخستین کارخانه مونتاژ محصولات کیا در وست پوینت ایالت جورجیا با هزینه‌ای بالغ بر یک میلیارد دلار افتتاح گردید.
از سال ۲۰۰۵ کیا تمرکز ویژه‌ای بر بازار اروپا داشته و فروش محصولاتش از مرز یک میلیون دستگاه گذشته‌است و کیا موتورز هم‌اکنون رو به توسعه‌ترین خودروساز در آن قاره می‌باشد و این تنها یکی از موفقیت‌های این شرکت با پیشینه در بازار اروپا است.

### حمایت‌های مالی
شرکت کیا موتورز فعالیت گسترده‌ای در بخش سرمایه‌گذاری و اسپانسری ورزشی دارد. این شرکت حامی مالی اشخاص، مسابقات ورزشی یا باشگاه‌های زیر می‌باشد.

#### مسابقات ورزشی مرتبط با کیا
- لیگ آ س ب
- اتحادیه ملی بسکتبال (ان‌بی‌ای)
- اتحادیه ملی بسکتبال زنان
- تنیس آزاد استرالیا
- جام حذفی فوتبال برزیل
- مسابقات قهرمانی بسکتبال آسیا
- جام جهانی فوتبال
- جام ملت‌های اروپا

#### باشگاه‌های ورزشی کیا
- باشگاه فوتبال بوردو
- تیم ملی فوتبال فیلیپین
- تیم ملی فوتبال اسلواکی
- باشگاه فوتبال اسپارتاک مسکو
- تورنتو اف‌سی
- باشگاه فوتبال ویتوریا ستوبال

#### ورزشکاران کیا
- رافائل نادال
- فرناندو گونزالس
- یولیا لیپنیتسکایا
- ویکتوریا کوموا
- مانی پاکیائو